# 三郷市立吹上小学校
三郷市立吹上小学校（みさとしりつふきあげしょうがっこう）は埼玉県三郷市にある公立小学校。　

## 沿革

### 略歴
1972年、三郷市立第三小学校（現.戸ケ崎小学校）のプレハブ校舎16学級及び鉄筋コンクリート校舎の4教室をもって開校する。開校当時は、三郷市立第六小学校と称した。

### 年表
- 1972年（昭和47年）
  - 4月1日 - 三郷市立第三小学校のプレハブ校舎及び鉄筋コンクリート校舎を利用して三郷市立第六小学校として開校する。
  - 7月20日 - 鉄筋4階建校舍完成につき、現在地に移転する。
  - 9月1日 - 校章制定
- 1973年（昭和48年）9月14日 - 校旗制定、開校記念日とする。
- 1974年（昭和49年）4月1日 - 三郷市立吹上小学校と改称する。
- 1978年（昭和53年）
  - 2月25日 - 校歌制定（作詞　中村由明氏、作曲　黒沢吉徳氏）する。
  - 4月1日 - 三郷市立前谷小学校開校にともなう分離
- 2006年（平成18年）4月1日 - 特別支援学級設置

## 教育方針

### 目指す学校像
（令和元年度　学校教育目標）
自ら学ぶ力と豊かな心を身につけ、たくましく生きる吹上の子
- かしこく（知育）・・・よく考え、すすんで学ぶ子
- なかよく（徳育）・・・やさしく思いやりのある子
- のびのびと（体育）・・・健康安全に気をつけ、元気に遊ぶ子

### めざす学校像
「子どもが毎日通いたくなる元気な吹上小」

## 学校行事
| - 4月 入学式・始業式 - 5月 - 6月 | - 7月 第1学期終業式 - 8月 第２学期始業式 - 9月 | - 10月 - 11月 - 12月 第２学期終業式 | - 1月 第３学期始業式 - 2月 - 3月 卒業式・終業式 |

## 通学区域
- 三郷市[1]
  - 戸ケ崎二丁目の一部
  - 戸ケ崎三丁目の一部
  - 戸ケ崎四丁目
  - 戸ケ崎五丁目
  - 戸ケ崎の一部
  - 寄巻
  - 鎌倉
  - 鷹野五丁目の一部

## 進学先中学校
- 三郷市立前川中学校

## 交通
- 首都圏新都市鉄道つくばエクスプレス八潮駅より徒歩33分（またはxxxｍ）